# Волчиха (Кстовський район)
Волчиха (рос. Волчиха) — присілок в Кстовському районі Нижньогородської області Російської Федерації.
Населення становить 11 осіб. Входить до складу муніципального утворення Прокошевська сільрада.

## Історія
Від 2009 року входить до складу муніципального утворення Прокошевська сільрада.

## Населення
| 2002 | 2010 |
| ---- | ---- |
| 1    | ↗11  |